# Jonathan Boyer
Jonathan Boyer (Mohab, 8 ottobre 1955) è un ex ciclista su strada e pistard statunitense, professionista dal 1977 al 1987.

## Carriera
Dopo alcune stagione da dilettante in Francia passa professionista nel maggio del 1977 con la Lejeune-BP. Ottenne subito dei buoni piazzamenti ma dopo neanche due stagioni lasciò l'Europa per gareggiare da individuale negli Stati Uniti; qui colse la sua prima affermazione fra i professionisti in una tappa della Coors Classic.
Nel 1980 vinse la stessa Coors Classic, e venne selezionato dalla nazionale statunitense per prendere parte ai Campionati del mondo di Sallanches; in uno dei circuiti più difficili affrontari in una competizione iridata la vittoria arrise al francese Bernard Hinault mentre Boyer, inaspettatamente, chiuse al quinto posto assoluto, perdendo la volata ristretta per la quarta posizione dall'italiano Wladimiro Panizza, e risultando così uno dei soli quindici atleti in grado di portare a termine la manifestazione.
Nella stagione successiva non ottenne vittorie ma prese parte per la prima volta al Tour de France 1981 e alla Parigi-Roubaix 1981, portando a termine entrambe le prove seppur in posizioni di rincalzo. Nel 1982 ritornò a vincere, ancora una tappa alla Coors Classic, e prese nuovamente parte ai campionati del mondo, a Goodwood, dove fu decimo. Nel 1983 ottenne il suo miglior risultato in una grande classica, arrivando quinto alla Freccia Vallone, e in un Grande Giro, concludendo dodicesimo il Tour de France, mentre nel 1984 ottenne la miglior affermazione della stagione e della sua carriera al Tour de Suisse vincendo la sesta tappa.
Boyer corse in totale cinque edizioni del Tour de France, due del Giro d'Italia e nove volte i Campionati del mondo di ciclismo su strada; nel 1998 è stato inserito nella Cycling Hall of Fame degli Stati Uniti. Si fece notare oltre che per le sue doti sportive per i suoi comportamenti particolari, che lo fecero definire da Cyrille Guimard un "marginal".
Nel biennio 1984-1985 oltre a rimanere un ciclista professionista ricoprì anche il ruolo di direttore sportivo in una formazione statunitense che portava il suo nome, la Jonathan Boyer-Heuer-Mavic; Boyer è stato attivo anche nell'ultraciclismo, specialità non riconosciuta dall'Unione Ciclistica Internazionale, vincendo la Race Across America sia nella categoria assoluta che nella categoria Solo Enduro.
Nel 1998 è stato condannato per aver molestato sessualmente una minorenne; dal 2007 vive in Ruanda dove ha allenato la nazionale del paese ed assieme alla moglie sviluppa un programma di ciclismo chiamato Africa Rising Cycling Center.

## Palmarès

### Strada
- 1975 (dilettanti, tre vittorie)

4ª tappa Tour cycliste de l'Essonne (cronometro)
Classifica generale Tour cycliste de l'Essonne
10ª tappa Rapport Toer (Uitenhage > Jansenville)
14ª tappa Rapport Toer (Verwoerddam > Edemburg)
- 1976 (dilettanti, due vittorie)

Trofeo Baronia
2ª tappa Paris-Vierzon
- 1977 (dilettanti, una vittoria)

Paris-Ezy
- 1979 (Sidi-Grab'on, una vittoria)

4ª tappa Coors Classic
- 1980 (Sidi-Grab'on, una vittoria)

Classifica generale Coors Classic
- 1982 (Mengoni-Sidi, una vittoria)

2ª tappa Coors Classic
- 1983 (Sem-France Loire, una vittoria)

6ª tappa, 1ª semitappa Grand Prix de l'Avenir (Nevers > Saint-Honoré-les-Bains)
- 1984 (Supermercati Brianzoli, una vittoria)

6ª tappa Tour de Suisse (Lugano > Fiesch)

### Altri successi
- 1982 (Mengoni-Sidi)

Estes Cycling Challenge Colorado (criterium)
- 1983

Berna (criterium)
- 1985

Copperopolis (criterium)
- 1987 (7-Eleven)

3ª tappa Redlands Bicycle Classic (cronosquadre)

## Piazzamenti

### Grandi Giri
- Giro d'Italia

1984: 43º
1985: 35º
- Tour de France

1981: 38º
1982: 23º
1983: 12º
1985: 31º
1987: 98º

### Classiche monumento
- Milano-Sanremo

1984: 32º
- Parigi-Roubaix

1981: 55º
1982: 18º
- Liegi-Bastogne-Liegi

1984: 17º

### Competizioni mondiali
- Campionati del mondo

San Cristóbal 1977 - In linea: ritirato
Sallanches 1980 - In linea: 5º
Praga 1981 - In linea: 48º
Goodwood 1982 - In linea: 10º
Altenrhein 1983 - In linea: 30º
Barcellona 1984 - In linea: ritirato
Giavera del Montello 1985 - In linea: ritirato
Colorado Springs 1986 - In linea: ritirato
Villach 1987 - In linea: 67º